# ریچارد استبینز
ریچارد استبینز (انگلیسی: Richard Stebbins؛ زادهٔ ۱۴ ژوئن ۱۹۴۵) دونده اهل ایالات متحده آمریکا است.
وی در مسابقات کشوری و بین‌المللی در مجموع برندهٔ ۱ مدال طلا شده‌است.